# 종말없는 비극
《종말없는 비극》은 1958년 6월 27일에 개봉된 대한민국의 영화이다.

## 출연자
- 박암
- 한미나
- 나애심
- 전영선